# Italian Hockey League
La Italian Hockey League (IHL) è il campionato italiano di hockey su ghiaccio di seconda divisione, organizzato annualmente dalla LIHG.
Ha assunto l'attuale denominazione nel 2017, mentre in passato era conosciuta come Serie B.

## Storia
Il primo campionato di Serie B fu disputato nella stagione 1934-1935. Comprendeva 8 squadre, tre delle quali erano formazioni riserva di club di Serie A e fu vinto dall'Hockey Club Milano. Il torneo fu disputato irregolarmente, a causa del periodo bellico. Nella stagione 1948-1949 venne riorganizzato col nome di Torneo di Promozione e da allora è stato disputato regolarmente, compresa la stagione 1955-1956, quando il campionato di serie A venne sospeso per la concomitanza con i VII Giochi olimpici invernali, ospitati a Cortina d'Ampezzo.
Nel 1965-1966 il campionato riprese l'antica denominazione, modificandola nel 1988 quando venne diviso in Serie B1 e Serie B2. Nel 1996-1997 nacque la Serie A2 e, sotto questa denominazione, vennero disputati tutti i tornei sino al 2012-2013, a parte le stagioni 1997-1998, 2000-2001, 2001-2002 e 2003-2004 che presero il nome di Serie B. Il campionato 2013-2014, che in un primo tempo non doveva essere disputato a causa dell'iscrizione all'Inter-National-League di tutte le squadre partecipanti, fu ripristinato in un secondo momento sotto la nuova denominazione di Seconda Divisione. Proprio per il fatto che inizialmente l'ex campionato di A2 non sarebbe più stato disputato, la Federazione decise di chiamare a partire dal 2013/14 il campionato di serie C, campionato di serie B, promuovendolo in un primo momento al secondo livello del campionato italiano di hockey su ghiaccio.
Dalla stagione 2014-15 tuttavia, a seguito di un'ennesima riforma dei campionati, complice la scomparsa della Seconda Divisione (dovuta al fatto che la quasi totalità delle squadre iscritte migrarono in serie A), il torneo cadetto riassunse la vecchia denominazione di Serie B, salvo cambiarla per l'ennesima volta, a partire dalla stagione 2017-18, con il nome di Italian Hockey League.
La stagione 2019-2020 si rivelò particolarmente travagliata. Già nel mese di ottobre il campionato venne interrotto per una settimana a causa dello sciopero degli arbitri.Si trattava del primo caso di sciopero di arbitri in uno sport olimpico in Italia. A partire dall'ultima settimana di febbraio la pandemia di COVID-19 ostacolò il regolare svolgimento del campionato, fino a che la FISG non decise di cancellare i play-off, mettendo fine al campionato senza assegnare il titolo.

## Partecipanti
| Italian Hockey League 2023-2024 | Italian Hockey League 2023-2024 | Italian Hockey League 2023-2024 | Italian Hockey League 2023-2024 | Italian Hockey League 2023-2024 | Bressanone Appiano Caldaro Alleghe Pergine Varese Valdifiemme Como Valpellice Dobbiaco Feltreghiaccio Fassa Aosta |
| Squadra                         | Regione                         | Città                           | Stadio                          | Capienza                        | Bressanone Appiano Caldaro Alleghe Pergine Varese Valdifiemme Como Valpellice Dobbiaco Feltreghiaccio Fassa Aosta |
| ------------------------------- | ------------------------------- | ------------------------------- | ------------------------------- | ------------------------------- | --- |
| Alleghe                         | Veneto                          | Alleghe (BL)                    | Palaghiaccio De Toni            | 2500                            | Bressanone Appiano Caldaro Alleghe Pergine Varese Valdifiemme Como Valpellice Dobbiaco Feltreghiaccio Fassa Aosta |
| Aosta                           | Valle d'Aosta                   | Aosta (AO)                      | Palaghiaccio di Aosta           | 1139                            | Bressanone Appiano Caldaro Alleghe Pergine Varese Valdifiemme Como Valpellice Dobbiaco Feltreghiaccio Fassa Aosta |
| Eppan-Appiano                   | Trentino-Alto Adige             | Appiano (BZ)                    | Stadio del ghiaccio di Appiano  | 1375                            | Bressanone Appiano Caldaro Alleghe Pergine Varese Valdifiemme Como Valpellice Dobbiaco Feltreghiaccio Fassa Aosta |
| Bressanone-Brixen               | Trentino-Alto Adige             | Bressanone (BZ)                 | Stadio del ghiaccio             | ?                               | Bressanone Appiano Caldaro Alleghe Pergine Varese Valdifiemme Como Valpellice Dobbiaco Feltreghiaccio Fassa Aosta |
| Kaltern-Caldaro                 | Trentino-Alto Adige             | Caldaro (BZ)                    | Raffeisen Arena                 | 1500                            | Bressanone Appiano Caldaro Alleghe Pergine Varese Valdifiemme Como Valpellice Dobbiaco Feltreghiaccio Fassa Aosta |
| Como                            | Lombardia                       | Como (CO)                       | PalaCasate                      | 2500                            | Bressanone Appiano Caldaro Alleghe Pergine Varese Valdifiemme Como Valpellice Dobbiaco Feltreghiaccio Fassa Aosta |
| Dobbiaco                        | Trentino-Alto Adige             | Dobbiaco (BZ)                   | Stadio del ghiaccio             | ?                               | Bressanone Appiano Caldaro Alleghe Pergine Varese Valdifiemme Como Valpellice Dobbiaco Feltreghiaccio Fassa Aosta |
| Fassa Falcons                   | Trentino-Alto Adige             | Alba di Canazei (TN)            | Gianmario Scola                 | 3500                            | Bressanone Appiano Caldaro Alleghe Pergine Varese Valdifiemme Como Valpellice Dobbiaco Feltreghiaccio Fassa Aosta |
| Feltreghiaccio                  | Veneto                          | Feltre (BL)                     | Stadio del ghiaccio di Feltre   | 2750                            | Bressanone Appiano Caldaro Alleghe Pergine Varese Valdifiemme Como Valpellice Dobbiaco Feltreghiaccio Fassa Aosta |
| Pergine                         | Trentino-Alto Adige             | Pergine Valsugana (TN)          | Stadio del ghiaccio di Pergine  | 1400                            | Bressanone Appiano Caldaro Alleghe Pergine Varese Valdifiemme Como Valpellice Dobbiaco Feltreghiaccio Fassa Aosta |
| Valdifiemme                     | Trentino-Alto Adige             | Cavalese (TN)                   | Stadio del ghiaccio di Cavalese | 1730                            | Bressanone Appiano Caldaro Alleghe Pergine Varese Valdifiemme Como Valpellice Dobbiaco Feltreghiaccio Fassa Aosta |
| Valpellice Bulldogs             | Piemonte                        | Torre Pellice (TO)              | Pala Cotta Morandini            | 2370                            | Bressanone Appiano Caldaro Alleghe Pergine Varese Valdifiemme Como Valpellice Dobbiaco Feltreghiaccio Fassa Aosta |
| Varese                          | Lombardia                       | Varese (VA)                     | Acinque Ice Arena               | 1100                            | Bressanone Appiano Caldaro Alleghe Pergine Varese Valdifiemme Como Valpellice Dobbiaco Feltreghiaccio Fassa Aosta |

## Albo d'oro
- 1935:  HC Milano II
- 1936:  ADG Milano
- 1937: - ?
- 1938:  AMDG Milano II
- 1939: - ?
- 1940: - ?
- 1941: - ?
- 1942 - non disputato
- 1943 - non disputato
- 1944 - non disputato
- 1945 - non disputato
- 1946 - non disputato
- 1947:  Misurina
- 1947-1948: - ?
- 1948-1949:  Ortisei II
- 1949-1950: - ?
- 1950-1951:  Saslong Santa Cristina
- 1951-1952:  Saslong Santa Cristina
- 1952-1953:  Valpellice
- 1953-1954:  HC Torino
- 1954-1955:  Asiago
- 1955-1956:  Latemar
- 1956-1957:  Scoiattoli Bolzano
- 1957-1958:  Amatori Milano
- 1958-1959:  Amatori Milano
- 1959-1960:  Amatori Milano
- 1960-1961:  Latemar
- 1961-1962:  SSV Bolzano
- 1962-1963:  Alleghe
- 1963-1964:  Alleghe
- 1964-1965:  HC Torino
- 1965-1966:  Amatori Cortina
- 1966-1967:  HC Torino
- 1967-1968:  Bruneck-Brunico
- 1968-1969:  Bruneck-Brunico e  HC Torino
- 1969-1970:  Alleghe
- 1970-1971:  Merano
- 1971-1972:  SC Ritten-Renon
- 1972-1973:  SC Ritten-Renon
- 1973-1974:  Bolzano
- 1974-1975:  SC Ritten-Renon
- 1975-1976:  Valpellice
- 1976-1977:  Asiago e  Turbine Milano
- 1977-1978:  Merano
- 1978-1979:  Bolzano
- 1979-1980:  Selva

- 1980-1981:  Selva
- 1981-1982:  Fiemme
- 1982-1983:  Fiemme
- 1983-1984:  Auronzo
- 1984-1985:  Fassa Falcons
- 1985-1986:  Ritten-Renon
- 1986-1987:  Fiemme
- 1987-1988:  Milano Saima
- 1988-1989:  Como
- 1989-1990:  Cortina
- 1990-1991:  Merano
- 1991-1992:  Gardena
- 1992-1993:  CourmAosta
- 1993-1994:  Cortina
- 1994-1995:  Zoldo
- 1995-1996:  Zoldo
- 1996-1997:  Gardena
- 1997-1998:  Zoldo
- 1998-1999:  Auronzo
- 1999-2000:  Settequerce
- 2000-2001:  Kaltern-Caldaro
- 2001-2002:  Eppan-Appiano
- 2002-2003:  Eppan-Appiano
- 2003-2004:  Bressanone-Brixen
- 2004-2005:  Vipiteno Broncos
- 2005-2006:  Pontebba
- 2006-2007:  Merano
- 2007-2008:  Kaltern-Caldaro
- 2008-2009:  Vipiteno Broncos
- 2009-2010:  Eppan-Appiano
- 2010-2011:  Vipiteno Broncos
- 2011-2012:  Milano Rossoblu
- 2012-2013:  Eppan-Appiano
- 2013-2014:  Eppan-Appiano
- 2014-2015:  Alleghe
- 2015-2016:  Merano
- 2016-2017:  Milano Rossoblu
- 2017-2018:  Eppan-Appiano
- 2018-2019:  Kaltern-Caldaro
- 2019-2020: non assegnato
- 2020-2021:  Kaltern-Caldaro
- 2022-2023:  Varese
- 2023-2024:  Pergine
- 2024-2025:  Kaltern-Caldaro